# Eric Corley
Eric Gordon Corley (né le 16 décembre 1959), aussi fréquemment désigné par son nom de plume Emmanuel Goldstein, est une figure emblématique de la communauté des hackers. Il dirige l'organisation à but non lucratif 2600 Enterprises, Inc., et publie un magazine appelé 2600: The Hacker Quarterly. Son pseudonyme est dérivé du héros de 1984, le roman dystopique de George Orwell.
En 1993, Corley est entendu par le sous-comité des télécommunications de  la Chambre des représentants des États-Unis. Corley est alors interrogé sur le contenu du magazine 2600 dans le cadre de discussions relatives au projet de loi sur la  téléphonie numérique,  également appelé Communications Assistance for Law Enforcement Act,.
En 2001, Corley est entendu en cours d'appel dans une affaire l'opposant à plusieurs studios de cinéma d'Hollywood concernant la publication dans le magazine 2600 d'un program permettant de dévérouiller les sécurités digitales de disques DVD.
Corley est l'éditeur du  The Best Of 2600: A Hacker Odyssey, publié en juillet 2008. Le livre est une compilation d'articles du magazine 2600: The Hacker Quarterly qui montre l'évolution de l'Internet et de la technologie. Une suite du livre, Dear Hacker. Letters to the Editor of 2600, paraît en 2010.
Corley est le présentateur de deux émissions hebdomadaires de radio: Off the Hook sur WBAI-FM et Off the Wall sur WUSB-FM. Off the Hook se concentre principalement sur l'actualité technologique et les hackers. Off the Wall couvre un large éventail de sujets et inclut régulièrement des enregistrements sonores ramenés de voyages effectués par Corley et son co-présentateur Kayle. Off the Hook existe depuis 1988 sans interruptions,.
Corley dirige en 2001 le documentaire Freedom Downtime. Le film relate l'incarcération de Kevin Mitnick et de Bernie S et expose les biais possibles avec lesquels l'affaire Mitnick a été couverte par les médias.